# 太苦湖
太苦湖，位于中国西藏自治区那曲市双湖县境内，地处双湖县北部，冬布勒山南麓山间盆地内。湖面海拔4982米，面积20平方公里。湖区气候干寒，年均气温-6℃，年均降水量150毫米左右。湖水主要靠冰雪融水补给，无常年河水入湖。